# Листвянка (Топкинский район)
Листвянка — посёлок в Топкинском районе Кемеровской области. Входит в состав Шишинского сельского поселения.

## География
Центральная часть населённого пункта расположена на высоте 250 метров над уровнем моря.

## История
В 1962 году указом Президиума Верховного Совета РСФСР поселок отделения № 1 подсобного хозяйства Управления внутренних дел переименован в Листвянка.

## Население
| 2010 |
| ---- |
| 116  |